# Trai Byers
Trai Byers (* 19. července 1983, Kansas City, Kansas, USA) je americký herec, který se proslavil rolí Andreho Lyona v seriálu Empire na stanici FOX .

## Životopis
Narodil se v Kansas City v Kansasu. Maturitu udělal na střední škole v Georgii. Poté navštěvoval University of Kansas. Také navštěvoval American Musical and Dramatic Academy v Los Angeles a Yaleovu univerzitu.

## Kariéra
V roce 2011 se poprvé objevil na televizních obrazovkách v telenovele All My Children, následovala role v teenagerovském seriálu 90210: Nová generace. V roce 2014 si zahrál aktivistu za práva si zahrál ve filmu Selma. Během let 2015 až 2020 hrál v seriálu Empire na stanici FOX .

## Osobní život
V říjnu 2015 potvrdil, že se zasnoubil s herečkou Grace Gealey, vzali se v roce 2016.

## Filmografie
| Rok       | Film                                   | Role         | Poznámky               |
| --------- | -------------------------------------- | ------------ | ---------------------- |
| 2009      | Caesar and Otto's Summer Camp Massacre | Chip         |                        |
| 2011      | All My Children                        | Mookie       | vedlejší role, 11 dílů |
| 2012      | 90210                                  | Alec Martin  | vedlejší role, 6 dílů  |
| 2013      | Destination Planet Negro               | B-12         |                        |
| 2014      | Jayhawkers                             | Nathan Davis |                        |
| 2014      | Selma                                  | James Forman |                        |
| 2015–2020 | Empire                                 | Andre Lyon   | hlavní role, 102 dílů  |
| 2017      | Americons                              | Theo Jones   |                        |
| 2018      | Bent                                   | Chuck        |                        |
| 2020      | The 24th                               | Boston       | také producent a herec |